# SuicideGirls
SuicideGirls（スーサイドガールズ）は、オルタナティブ・ピンナップ・サイト。ほとんどのページの閲覧には有料会員登録が必要。会員にはモデルのピンナップ写真閲覧の他、プロフィールページでのブログ投稿、モデルへのメッセージ投稿、コミュニティ掲示板での投稿等のサービスが提供される。

## 歴史
2001年にショーン・サール (サイト内での名称はSean）とセレーナ・ムーニー（サイト内での名称はMissy)によって設立された。設立当初はオレゴン州ポートランドを本拠地としていたが、2003年にカリフォルニア州ロスアンジェルスに移転。"SuicideGirls"の名称は、ポートランド在住の作家チャック・パラニュークの小説「サヴァイヴァー」の一節より採られている。